# Callobius angelus
Callobius angelus là một loài nhện trong họ Amaurobiidae.
Loài này thuộc chi Callobius. Callobius angelus được Ralph Vary Chamberlin & Wilton Ivie miêu tả năm 1947.